# Ernesto Bernareggi
Ernesto Bernareggi (* 28. März 1917 in Vimercate; † 1. August 1984) war ein italienischer Numismatiker.

## Leben
Ernesto Bernareggi studierte Jura an der Università Cattolica di Milano, wo er auch kurzzeitig als Assistent am Lehrstuhl für öffentliches Recht tätig war. Von 1964 bis 1968 lehrte er Numismatik an der Universität Padua, ab 1968/69 an der Università Statale di Milano. Von 1967 bis 1972 leitete er die Rivista Italiana di Numismatica. 1972 gründete er in Lugano die Zeitschrift Quaderni Ticinesi di Numismatica e Antichità Classiche.
Sein Spezialgebiet war die Numismatik der Langobarden.

## Veröffentlichungen (Auswahl)
- Sistema economico e la monetazione dei Longobardi nell’Italia superiore. M. Ratto, Mailand 1960.
- Istituzioni di numismatica antica. Istituto editoriale Cisalpino – La Goliardica, Mailand 1973.
- Moneta langobardorum . Istituto editoriale Cisalpino – La Goliardica, Mailand 1989.